# Dasychira etscheli
Dasychira etscheli är en fjärilsart som beskrevs av Felix Bryk 1935. Dasychira etscheli ingår i släktet Dasychira och familjen tofsspinnare. Inga underarter finns listade i Catalogue of Life.